# Panguraptor
Panguraptor là một chi khủng long, được You Azuma Wang T. Wang Y. & Dong mô tả khoa học năm 2014.